# Anna (profetessa)
La profetessa Anna è una figura biblica che compare solo nel Vangelo secondo Luca (2,36-38).

## Descrizione
Di lei non si sa molto, se non quello che ci viene detto nei tre versetti suddetti. È descritta come una anziana vedova di ottantaquattro anni (nata dunque nel 90 a.C. ca.), figlia di un certo Fanuele della tribù di Aser, la quale, assai devota, non si allontanava mai dal Tempio, servendo Dio continuamente attraverso digiuni e preghiere.
Secondo il resoconto evangelico, durante la presentazione di Gesù al Tempio da parte dei genitori Giuseppe e Maria, Anna lodò Dio "e parlava del bambino a quanti aspettavano la redenzione di Gerusalemme".

## Culto
La chiesa ortodossa ha sempre venerato la profetessa Anna come santa e ha considerato la medesima e Simeone il Giusto come gli ultimi profeti dell'Antico Testamento, celebrandoli il 3 o il 16 febbraio.
La figura della profetessa Anna è tradizionalmente presente nelle icone raffiguranti la presentazione al tempio, insieme al bambino, alla Madonna e a Simeone il giusto. La tradizione ortodossa infatti ritiene che Gesù abbia incontrato il suo popolo, Israele, proprio in quell'occasione, attraverso le persone di Anna e Simeone. Nelle raffigurazioni pittoriche Anna compare spesso dietro alla Madonna, ritratta con la mano alzata sul bambino per indicarlo come Cristo oppure mentre regge un rotolo, attributo tipico dei profeti nell'iconografia ortodossa.
Anche la Chiesa cattolica ha ereditato dall'Oriente cristiano la venerazione verso la profetessa Anna e il nuovo Martyrologium Romanum pone la sua commemorazione, unitamente al santo Simeone, nel giorno successivo alla Presentazione del Signore.
Dal Martirologio Romano: "A Gerusalemme, commemorazione dei santi Simeone e Anna, il primo anziano giusto e pio, l'altra vedova e profetessa: quando Gesù bambino fu portato al tempio per essere presentato secondo la consuetudine della legge, essi lo salutarono come Messia e Salvatore, beata speranza e redenzione d'Israele".